# Arambaré
Arambaré est une ville brésilienne de la mésorégion métropolitaine de Porto Alegre, capitale de l'État du Rio Grande do Sul, faisant partie de la microrégion de Camaquã et située à 153 km au sud-ouest de Porto Alegre. Elle se situe à une latitude de 30° 54′ 56″ sud et à une longitude de 51° 29′ 55″ ouest, à 4 m d'altitude. Sa population était estimée à 3 825 en 2007, pour une superficie de 519 km2. L'accès s'y fait par la RS-350.
Le mot arambaré signifie dans la langue guaranie « prêtre qui répand la lumière ». Ses premiers habitants étaient les amérindiens araxane, de la grande nation tapes, qui peuplaient tout le littoral de la Lagoa dos Patos.
Les habitants blancs sont descendants de colons açoriens.
Sa principale activité économique est la culture du riz et la pêche, en dimension limitée.

## Villes voisines
- Sentinela do Sul
- Tapes
- Camaquã